# Поселковая улица (Ржевка)
Поселко́вая улица — улица в исторических районах Ржевка и Ново-Ковалёво Красногвардейского административного района Санкт-Петербурга. Проходит от Сосновой улицы до 2-й Поперечной улицы. Пересекает реку Лубью по Поселковому мосту.

## История
Улица получила современное название 14 августа 1958 года по рабочим посёлкам Ржевки. До этого состояла из двух участков — дороги в Земледельческую колонию и дороги в Смольную колонию. 20 мая 2021 года в состав Поселковой улицы была включена одноимённая улица в Ново-Ковалёве.

## Пересечения
Поселковая улица примыкает к следующим улицам:
- Сосновая улица;
- 2-й Поперечная улица.

## Транспорт
Ближайшая к Поселковой улице станция метро — «Ладожская» 4-й (Правобережной) линии (кратчайшее расстояние по прямой — около 7 км).
Движение наземного общественного транспорта по улице отсутствует.
Ближайшие к Поселковой улице остановочные пункты железной дороги — Ржевка (кратчайшее расстояние по прямой — около 200 м) и Пост Ковалёво (около 200 м по прямой от конца улицы).

## Общественно значимые объекты
- приют для бездомных животных «Ржевка»;
- садоводство.